# Gustav Simon (Mediziner, 1824)

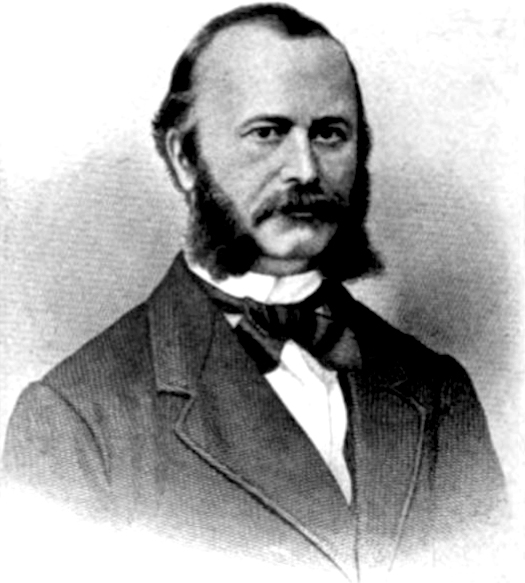
Gustav Simon

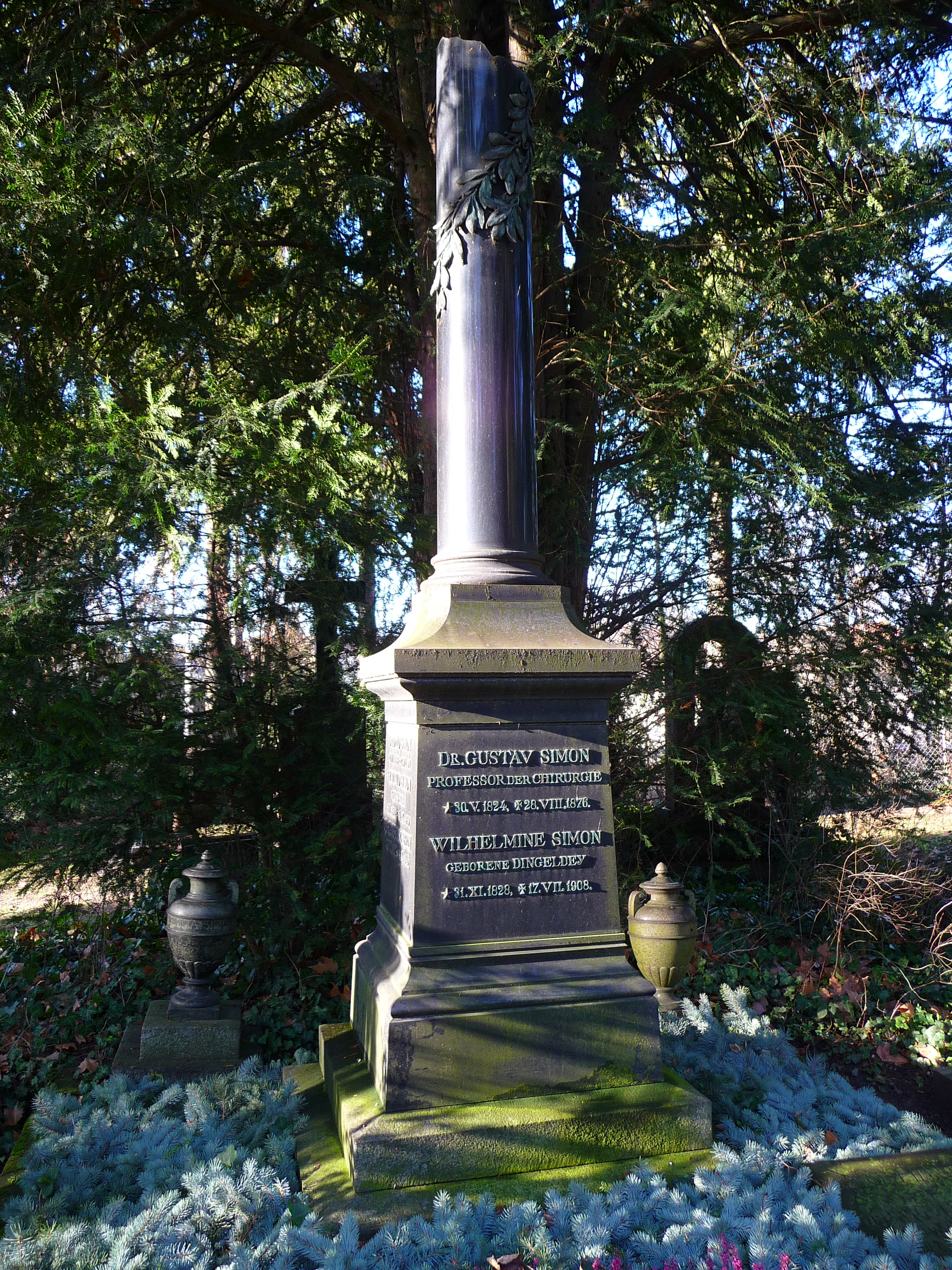
Gustav Simon Familiengrab Bergfriedhof (Heidelberg)

Gustav Simon (* 30. Mai 1824 in Darmstadt; † 21. August 1876 in Heidelberg) war ein deutscher Chirurg und Hochschullehrer in Rostock und Heidelberg. Er war 1872 Mitbegründer der Deutschen Gesellschaft für Chirurgie.

## Leben
Simon studierte an der Hessischen Ludwigs-Universität in Gießen und der Ruprecht-Karls-Universität Heidelberg. Er wurde Mitglied des Corps Starkenburgia (1843) und des Corps Saxo-Borussia Heidelberg (1845). 1848 wurde er in Gießen zum Dr. med. promoviert. Um 1853 publizierte er mit James Marion Sims eine neue Methode zur Operation von Blasenscheidenfisteln. Anschließend war er bis 1861 Militärarzt in Darmstadt. Auf Wunsch von Carl Friedrich Strempel erhielt er 1861 ein Extraordinariat für Medizin an der Universität Rostock. Im selben Jahr kam er auf den Rostocker Lehrstuhl für Chirurgie und Augenheilkunde. Im Deutschen Krieg leitete er das Vereins-Reserve-Lazarett in der Kaserne des 2. Garde-Ulanen-Regiments in Berlin. 1868 wechselte er als o. Professor und Direktor der Chirurgischen Klinik nach Heidelberg. Simon förderte besonders die Kriegschirurgie, die Plastische Chirurgie und die Gynäkologie. 1869 gelang ihm die erste Nephrektomie.
Simon machte sich zunächst einen Namen bei der Behandlung von Blasenscheidenfisteln, eine häufige Komplikation nach den damaligen unvollkommenen Geburtshilfemethoden. Die nötigen Techniken lernte er bei Jobert de Lamballe in Paris, der dafür erstmals eine erfolgreiche Operationsmethode entwickelt hatte. Mit einigen befreundeten Darmstädter Ärzten gründete Simon ein Privathospital, das diese Methoden in Deutschland einführte. Aufgrund seines Rufs wurde er Professor in Rostock. Simon war ein hartnäckiger und experimentierfreudiger Chirurg, der ganz seinem Metier verschrieben war. Um einen besonderen Fall zu untersuchen, wanderte er einmal stundenlang mit einem verstauchten Knöchel übers Land, was ihn später jahrelang zwang, sich mit Krücken fortzubewegen. 1868 nahm er den Fall der Patientin Margaretha Kleb an, bei der die Entfernung einer Eierstockgeschwulst zur Zerstörung eines Harnleiters und der Entstehung einer Fistel geführt hatte, über die sich der Urin aus der Bauchhöhle entleerte. Nach mehreren vergeblichen Operationen sah er keine andere Wahl, als eine Niere zu entfernen, was noch nie durchgeführt worden war. Simon experimentierte an Hunden, bevor er sich an die Operation wagte, die am 2. August 1869 vor einem Kollegenauditorium erfolgreich ausgeführt wurde. Wie Alfred Hegar gehörte er um 1870 zu den Begründern der modernen Operationsverfahren (Prolapsoperationen) zur Behandlung des Gebärmuttervorfalls.
1872 gehörte Simon zu den Gründungsmitgliedern der Deutschen Gesellschaft für Chirurgie (DGCH). In der Geschichte des Vereins sei er der „eigentliche intellektuelle Urheber der Gesellschaft“ gewesen. Nach der Übernahme der Rostocker Professur begannen seine Bemühungen, die Mediziner der Universitäten Kiel, Greifswald und Rostock zu einem sogenannten Baltischen Verein zusammenzubringen. Hieraus entwickelte sich die Idee einer deutschen Chirurgenvereinigung, für die Simon 1871 seine Kollegen Bernhard von Langenbeck und Richard von Volkmann gewinnen konnte. Im März 1872 starteten die drei Chirurgen ihre Gründungsinitiative mit einem Rundschreiben.
Die Südwestdeutsche Gesellschaft für Urologie ehrt mit der Gustav Simon Medaille herausragende Persönlichkeiten, die die Urologie in Deutschland vorangebracht haben.
Simon war mit Wilhelmina geborene Dingeldey, der Tochter des Generals Georg Dingeldey, verheiratet.

## Ehrungen
- Geheimer Hofrat
- Hausorden der Wendischen Krone, Ritter
- Verdienstorden Philipps des Großmütigen, Ritter I. Kl.
- Königlicher Kronen-Orden (Preußen) III. Kl.

## Schriften (Auswahl)
- Gustav Simon (Grossherzogl. Hessischer Militärarzt): Ueber Schusswunden. verbunden mit einem Berichte über die in Grossh. Militär-Lazareth zu Darmstadt behandelten Verwundeten vom Sommer 1849. Ernst Heinemann, Heyer`s Universitäts-Buchhandlung, Giessen 1851, OCLC 916967625 (eingeschränkte Vorschau in der Google-Buchsuche).
- Gustav Simon: Ueber die Heilung der Blasenscheidenfisteln. Beurtheilung der Opération autoplastique par glissement von Jobert (de Lamballe) in Paris: neue Methode der Naht, die Doppelnaht, zur Vereinigung der Fistelränder. Ernst Heinemann, Giessen 1854, OCLC 65908450 (online im Internet Archive).
- Gustav Simon: Die Exstirpation der Milz am Menschen nach dem jetzigen Standpunkte der Wissenschaft. Ernst Heinemann, Giessen 1857, OCLC 46211630 (online im Internet Archive).
- Ueber die Operation der Blasenscheidenfisteln, Rostock 1862.
- Mitteilungen aus der chirurgischen Klinik zu Rostock, Prag 1868.
- Chirurgie der Nieren, 2 Bände, Stuttgart 1871–1876.